# Try (bài hát của Pink)
"Try" là một bài hát của ca sĩ - nhạc sĩ thu âm người Mỹ Pink, phát hành dưới dạng đĩa đơn thứ 2 trích từ album phòng thu thứ sáu của cô ấy, The Truth About Love (2012). Nó được sáng tác bởi Busbee và Ben West, và được sản xuất bởi Greg Kurstin. Bài hát là một bản ballad mang âm hưởng pop rock, nói về sự cố gắng tìm lại một tình yêu bị đánh mất.
"Try" nhận được nhiều đánh giá tích cực từ các nhà phê bình âm nhạc, họ cho rằng nó là một trong những bài hát hay nhất album và gọi nó là một bản hit lớn. "Try" đạt thành công về thương mại khi đạt vị trí quán quân tại Tây Ban Nha và lọt vào top 10 tại Úc, Áo, Canada, Đức, Ý, New Zealand, Ba Lan, Thụy Sĩ, Vương Quốc Anh và Hoa Kỳ; bài hát cũng lọt được vào top 20 của hầu hết các quốc gia. The Floria Sigismondi - đạo diễn của video âm nhạc đã định hướng hình ảnh của video là Pink cùng người bạn diễn của cô sẽ thực hiện tâm trạng thất vọng trong tình yêu bằng những động tác múa đương đại.

## Bối cảnh thực hiện và phát hành
Vào tháng 2 năm 2012, Pink khẳng định rằng cô đang viết nhạc cho album phòng thu thứ sáu của mình mang tên The Truth About Love. Một phiên bản của đĩa đơn đầu tiên trích từ album, Blow Me (One Last Kiss) đã bị rò rỉ trực tuyến vào ngày 1 tháng 7 năm 2012 và kết quả là việc phát hành đĩa đơn này được dời lên trước một tuần. Sau đó, Rachel Raczka từ tờ The Boston Globe đã thông báo rằng đĩa đơn thứ hai "Try" cũng đã bị rò rỉ trong tháng 9 năm 2012. Bài hát lúc đầu được trình bày bởi GoNorthToGoSouth, một ban nhạc với các thành viên Ben West và Michael Busbee. Phiên bản khác của Pink được phát sóng trên đài phát thanh vào ngày 6 tháng 9 năm 2012. "Try" cũng là một trong 5 bài hát được lựa chọn để phát hành lyric video và chúng được đăng tải vào ngày 12 tháng 9, bao gồm: "Slut Like You", "Just Give Me a Reason" (kết hợp với Nate Ruess của ban nhạc fun.), "How Come You're Not Here" và "Are We All We Are". Các nhà phê bình âm nhạc cũng đã chỉ ra sự tương đồng giữa bìa đĩa đơn "Try" với bìa album X của nữ nghệ sĩ người Úc Kylie Minogue.

## Sáng tác
"Try" được sáng tác bởi Ben West và Busbee trong khi đó đảm nhận việc sản xuất bài hát là Greg Kurstin, cũng đồng thời là người sản xuất cho đĩa đơn trước đó "Blow Me (One Last Kiss)". Theo Carl Willot từ trang web Idolator thì bài hát là "một bản ballad pha trộn âm hưởng pop rock, mô phỏng theo phong cách FM Rock của những năm 80 trong đó phần đoạn chính lắng đọng kết hợp với phần điệp khúc mạnh mẽ, âm vang". Về phần ca từ, bài hát như một bài thơ ca ngợi những rủi ro xảy ra trong tình yêu, không lo lắng về hậu quả mà một tình yêu tan vỡ mang lại. Nó cũng nêu những ước mơ, khát vọng mãnh liệt của những con người muốn được yêu dù đó là một tình yêu không bền vững. Câu hát "Where there is desire there is gonna be a flame" hay đoạn điệp khúc "Where there is a flame someone's bound to get burned. But just because it burns doesn't mean you're gonna die. You gotta get up and try." đã chứng minh được điều đó. Bài hát được viết bằng khóa Si (B minor) (gồm khóa sol và hai dấu thăng) với nhịp độ 104 nhịp trên phút (BPM). Giọng hát của Pink trong khoảng từ nốt D4 đến F5 và theo sau là dãy nốt Bm−G−D−D/A.

## Tiếp nhận
"Try" nhận được nhiều đánh giá tích cực từ các nhà phê bình âm nhạc đồng thời ca ngợi người sản xuất bài hát. Andrew Hampp của tạp chí Billboard nhận xét "Với phần giai điệu gợi nhớ đến ca khúc "Whataya Want From Me" mà cô viết cho Adam Lambert vào năm 2009, thì đĩa đơn này đã sẵn sàng để lên kệ để tăng doanh số bán hàng cho Pink". Josh Langhoff của PopMatters gọi nó như là "một bài thơ lãng mạn ca ngợi sự kiên trì trong tình yêu với tiếng guitar sắc nét tương tự bài hát "Hysteria" của ban nhạc Muse". John Murphy của musicOMH đã viết rằng ""Try" đã chứng minh rằng Pink có một giọng hát mà không thiếu những người có thể công nhận nó. Và để miêu tả nó bằng một từ ngữ duy nhất, tôi sẽ miêu tả là một bản ballad giàu nội lực, với chủ đề liên quan đến một tình yêu lạc lối và điều mà bạn có thể tưởng tượng ra được một vài người như Kelly Clakson có thể bật ra trong giấc ngủ của cô ấy." Amy Sciarretto của PopCrush cũng cho thấy những sự tương đồng với Clarkson, cô ấy nói: "Một bài hát với giọng hát mềm mại, đầy cảm xúc và giọng hát ấy thật giống với Kelly Clarkson. Với nhịp tempo trung thì bài hát đã diễn tả sự đau khổ, than khóc và mơ màng của Pink với một mối quan hệ yêu đương đã bị phá hủy đến tận cốt lõi của nó. Tuy là đau khổ nhưng bài hát lại là một thứ thuốc xoa dịu vết thương".
Dean Piper đến từ Mirror Online đã viết rằng: "Một bản thu xuất sắc và phát sóng trên đài phát thanh quốc tế, đó chỉ có thể là "Try". Nghĩ thật tuyệt vời khi "Who Knew" và "Try" được phát trên cùng một bước sóng". Robert Copsey của Digital Spy mô tả bài hát như "một bản ballad được biểu trên sân vận động với những làn sóng vẫy tay nhẹ nhàng của khán giả". Lewis Corner từ Digital Spy đã đánh giá bài hát 4 trên 5 sao và nói rằng: "Mặc dù cô ấy không đặt trên lên vùng đất mới nhưng với niềm đam mê và sự quyết tâm cao thì chắc chắn cô ấy sẽ còn hiện diện trên các bảng xếp hạng - và sự thật là đúng như vậy". Sal Cinquemani của tạp chí Slant thì có đánh giá tiêu cực cho bài hát khi cho rằng "phần nhịp tempo trung của "Try" đã không giúp Pink tiến về phía trước và nó bị phá hỏng bởi chính lời bài hát". Greg Kot của Chicago Tribune cũng có đánh giá tương tự khi viết rằng: "Không một ai, kể cả Pink, có thể cứu chữa được lời của bài hát".

## Diễn biến xếp hạng
"Try" có mặt tại bảng xếp hạng Billboard Hot 100 tại vị trí thứ 56 vào ngày 6 tháng 10 năm 2012 sau khi album được phát hành. Bài hát cũng có mặt tại vị trí thứ 29 trong tuần đầu tại bảng xếp hạng Adult Pop Songs. Sau phần biểu diễn trực tiếp của Pink tại lễ trao giải American Music Awards 2012, thì bài hát đã vươn từ vị trí 50 lên vị trí 18 tại Hot 100. Bài hát đạt thứ hạng cao nhất là vị trí 9 trong tuần lễ thứ 15 của nó. Tính đến tháng 7 năm 2013, "Try" đã tiêu thụ trên 2 triệu bản tại Mỹ.
Tại Canada, bài hát xuất hiện lần đầu ở vị trí 26 tại bảng xếp hạng Canadian Hot 100 vào ngày 6 tháng 10 năm 2012. Tuần sau đó bài hát rớt xuống vị trí 86, trở thành bài hát rơi hạng nhanh nhất trong tuần. Sau khi rớt khỏi bảng xếp hạng một tuần thì bài hát đã trở lại tại vị trí 60 vào ngày 27 tháng 10 năm 2012. Đến ngày 10 tháng 11 năm 2012, bài hát vươn lên vị trí 25, trở thành bài hát tăng hạng trở lại nhanh nhất tuần. Cũng trong tuần đó bài hát đã nhảy lên vị trí 18 và ở vị trí đó trong hai tuần. Cuối cùng bài hát vươn lên được vị trí 12 vào ngày 1 tháng 12 năm 2012, lập lại thành tích "bài hát tăng hạng nhanh nhất tuần" một lần nữa.
Tại Vương Quốc Anh, "Try" có mặt đầu tiên ở vị trí 163 tại UK Singles Chart vào ngày 16 tháng 9 năm 2012 nhờ vào lượng tải kỹ thuật số sau khi album được phát hành. Vào ngày 11 tháng 11 năm 2012, "Try" có mặt tại vị trí 40 và đến ngày 9 tháng 12 năm 2012 bài hát có mặt trong top 10 ở vị trí thứ 8. Tại Đức, bài hát ra mắt tại vị trí thứ 5; sau màn biểu diễn của Pink tại show truyền hình lớn nhất châu Âu mang tên Wetten, dass..?, tại Freiburg thì bài hát đã vươn lên vị trí á quân. Tại Pháp, "Try" có những bước tiến chậm chạp; xuất hiện đầu tiên tại vị trí 87 trước khi rơi xuống vị trí 173. Sau 2 tuần, bài hát trở lại tại vị trí 81, trước khi vươn lên thứ hạng cao nhất của nó tại vị trí 24. Tại Úc, bài hát xuất hiện lần đầu ở vị trí 80 tai ARIA Singles Chart. Một vài tuần sau đó, nó vươn lên vị trí thứ 6 và giữ chân tại đó được 2 tuần. Bài hát cũng trở thành đĩa đơn thứ 20 của Pink lọt vào top 10 tại đây. Bài hát xuất hiện tại bảng xếp hạng New Zealand Singles Chart tại vị trí 21 và tiến xa đến vị trí thứ 7 và giữ chân tại đây 2 tuần; "Try" cũng có thứ hạng cao hơn đĩa đơn trước đó là "Blow Me (One Last Kiss)" khi đĩa đơn này chỉ đạt được vị trí thứ 8.

## Video âm nhạc

### Nền tảng thực hiện
Video âm nhạc cho "Try" được bấm máy vào ngày 27 tháng 8 năm 2012. Pink nói rằng: "Thực hiện video này là trải nghiệm vui nhất tôi từng có trong sự nghiệp của mình. Tôi chẳng bao giờ mong nó kết thúc hết. Đây chính là video mà tôi yêu thích nhất". Video được phát hành vào ngày 10 tháng 10 năm 2012, được đạo diễn bởi Floria Sigismondi và phần vũ đạo được dàn dựng bởi Golden Boyz (người từng làm việc với Madonna và Britney Spears) và biên đạo múa Sebastien Stella. Phần vũ đạo của bài hát được lấy cảm hứng từ phong cánh nhảy Apache, một kiểu nhảy cách điệu được biểu diễn trên đường phố của Paris.
Pink cũng đã đăng lên trang Twitter những suy nghĩ của mẹ cô, bà Judith, về phần vũ đạo của video. Cô nói mẹ của cô đã rất sốc và đỏ mặt trước màn biểu diễn đó: "Mẹ tôi sau khi xem xong video mới một lúc sau mới nói chuyện với tôi: 'Con yêu à, mẹ thật không nói nên lời. Thật không dễ chịu chút nào. Ai mà chắc con sẽ được an toàn khi làm mấy cái động tác đó chứ?' Cảm ơn mẹ". Nhân vật người tình của Pink trong video được đảm nhiệm bởi Colt Prattes đến từ nhà hát Broadway.
Màn tái hiện video được Pink thực hiện trong màn biểu diễn trực tiếp tại American Music Awards 2012 nhận được rất nhiều lời tán thưởng và được ca ngợi là một bước tiến trong con đường nghệ thuật của cô ấy. Tạp chí Billboard đã xếp màn trình diễn này của Pink tại vị trí thứ 2 sau màn trình diễn bài hát "Gangnam Style" của nam ca sĩ PSY.

### Sơ lược
Video của bài hát diễn ra tại hai nơi là cảnh trong nhà, nơi mà Pink thực hiện những động tác múa đương đại ấn tượng với vũ công Colt Prattes và cảnh ngoài trời, khi họ nhảy và va chạm vào nhau ở giữa sa mạc. Video sử dụng bột màu rắc trên mình diễn viên để mỗi chuyển động lại vương ra trong không khí và phần trang phục được đơn giản hóa tối đa để làm nổi bật lên những động tác hình thể của cả hai người. Những động tác trong video mang nhiều ý nghĩa ẩn dụ, mô tả một bầu không khí u ám và mối quan hệ dằn vặt trong một tình yêu tan vỡ.

### Tiếp nhận
James Montgomery đến từ MTV News khen ngợi video và viết rằng: "Mặc dù gặp phải một số vấn đề nhưng video đã hạn chế được rất nhiều cảnh gân guốc mà cơ thể diễn viên tạo ra. Theo nhiều cách nó nhắc bạn nhớ lại phần hình ảnh trong video "Fjögur píanó" của ban nhạc Sigur Rós và bạn biết đấy hình ảnh khỏa thân của diễn viên Shia LaBeouf - là một cảnh quan trọng nhất. Đây là, điều đầu tiên và quan trọng nhất, một video nhạc pop, nó mong muốn được nhiều hơn. Và lại nói về vấn đề này thì đó chính là một video mà chỉ có Pink mới làm ra được. Cô ấy chắc chắn là một ngôi sao lớn và cô cảm thấy thích thú khi vượt qua những hạn chế của thể loại nhạc pop. 'Try' thật sự là một video nhạc pop đúng nghĩa và người ta cũng có thể thấy nó được biểu diễn trên sân khấu. Nó thật hoành tráng, thật đẹp và chắc chắn nó là một tác phẩm nghệ thuật; có lẽ nó là duy nhất và chúng ta không nghi ngờ gì về khả năng của Pink cả. Cô ấy thúc đẩy bản thân mình và thực sự đi đến giới hạn mà các video nhạc pop có thể làm được, đến giới hạn của sự nỗ lực".
Sam Lansky của trang web Idolator đã viết rằng: "Mặc dù các video của Pink thường hoạt động theo sự tự ý thức và sự châm biếm, mỉa mai nhưng cô đã thực sự diễn trong suốt toàn bộ video ["Try"]. Cô đưa người xem đến với những cung bậc của cảm xúc trong phần biểu diễn, tất cả gói gọn khi cô thực hiện những bước nhảy và nhào lộn ấn tượng". Jason Lipshut của Billboard nhận xét rằng Pink và Prattes đang "tham gia những bước nhảy biểu hiện sự tranh cãi của trái tim" và làm cho nó "dễ dàng để thấy tại sao những ngôi sao nhạc pop thích tận hưởng những cảnh quay". Katie Hasty của HitFix thì cảm nhận video bài hát đã cho phép Pink thể hiện "những cống hiến của cô ấy và khả năng thể chất của mình".

## Biểu diễn trực tiếp
Pink biểu diễn trực tiếp "Try" lần đầu tiên tại The X Factor Australia vào ngày 2 tháng 10 năm 2012. Màn tái hiện video được Pink thực hiện trong màn biểu diễn trực tiếp tại American Music Awards 2012 nhận được rất nhiều lời tán thưởng và được ca ngợi là một bước tiến trong con đường nghệ thuật của cô ấy. Tờ Entertainment Weekly viết: "Như thường lệ, Pink đã đưa đêm diễn lên một tầm cao mới" và dành cho màn biểu diễn điểm A.

## Bảng xếp hạng và doanh số chứng nhận
| Bảng xếp hạng (2012–13)                  | Vị trí cao nhất |
| ---------------------------------------- | --------------- |
| Úc (ARIA)                                | 6               |
| Áo (Ö3 Austria Top 40)                   | 3               |
| Bỉ (Ultratop 50 Flanders)                | 16              |
| Bỉ (Ultratop 50 Wallonia)                | 10              |
| Canada (Canadian Hot 100)                | 4               |
| Cộng hòa Séc (Rádio Top 100)             | 2               |
| Đan Mạch (Tracklisten)                   | 15              |
| Phần Lan (Suomen virallinen lista)       | 13              |
| Pháp (SNEP)                              | 15              |
| Đức (GfK)                                | 2               |
| Hungary (Rádiós Top 40)                  | 2               |
| Hungary (Single Top 40)                  | 4               |
| Ireland (IRMA)                           | 12              |
| Ý (FIMI)                                 | 2               |
| Luxembourg Digital Songs (Billboard)     | 5               |
| Mexico (Billboard)                       | 2               |
| Hà Lan (Dutch Top 40)                    | 23              |
| New Zealand (Recorded Music NZ)          | 7               |
| Na Uy (VG-lista)                         | 12              |
| Ba Lan (Polish Airplay Top 5)            | 2               |
| Scotland (OCC)                           | 5               |
| Slovakia (Rádio Top 100)                 | 1               |
| South Africa (Mediaguide)                | 2               |
| South Korea International Singles (Gaon) | 136             |
| Tây Ban Nha (PROMUSICAE)                 | 1               |
| Thụy Điển (Sverigetopplistan)            | 47              |
| Thụy Sĩ (Schweizer Hitparade)            | 2               |
| Anh Quốc (OCC)                           | 8               |
| Ukraine (FDR Charts)                     | 3               |
| Hoa Kỳ Billboard Hot 100                 | 9               |
| Hoa Kỳ Pop Airplay (Billboard)           | 6               |
| Hoa Kỳ Dance Club Songs (Billboard)      | 21              |
| Hoa Kỳ Adult Pop Airplay (Billboard)     | 1               |
| Hoa Kỳ Adult Contemporary (Billboard)    | 1               |

| Quốc gia                                                                           | Chứng nhận  | Số đơn vị/doanh số chứng nhận |
| ---------------------------------------------------------------------------------- | ----------- | ----------------------------- |
| Úc (ARIA)                                                                          | 4× Bạch kim | 280.000^                      |
| Áo (IFPI Áo)                                                                       | Vàng        | 15.000*                       |
| Canada (Music Canada)                                                              | 3× Bạch kim | 0*                            |
| Đan Mạch (IFPI Đan Mạch)                                                           | Vàng        | 15,000^                       |
| Đức (BVMI)                                                                         | Bạch kim    | 500.000^                      |
| Ý (FIMI)                                                                           | 2× Bạch kim | 60.000*                       |
| México (AMPROFON)                                                                  | Vàng        | 30,000*                       |
| New Zealand (RMNZ)                                                                 | Bạch kim    | 15.000*                       |
| Tây Ban Nha (PROMUSICAE)                                                           | Vàng        | 20.000*                       |
| Thụy Điển (GLF)                                                                    | Bạch kim    | 20.000‡                       |
| Thụy Sĩ (IFPI)                                                                     | 2× Bạch kim | 60.000^                       |
| Anh Quốc (BPI)                                                                     | Bạc         | 200,000^                      |
| Hoa Kỳ (RIAA)                                                                      |             | 2,000,000                     |
| * Chứng nhận dựa theo doanh số tiêu thụ. ^ Chứng nhận dựa theo doanh số nhập hàng. |             |                               |

| Bảng xếp hạng (2012)    | Vị trí |
| ----------------------- | ------ |
| Úc (ARIA)               | 51     |
| Áo (Ö3 Austria Top 40)  | 55     |
| Pháp (SNEP)             | 157    |
| Đức (Media Control AG)  | 70     |
| Hungary (Rádiós Top 40) | 64     |